# Al-Husain ibn Zikrawaih
Al-Husain ibn Zikrawaih, également connu sous Sahib al-Shama, était un dirigeant des Qarmates dans le désert syrien au début du Xe siècle.

## Biographie
Husayn était un fils plus jeune du chef qarmate Zikrawaih ibn Mihrawaih. Husain a suivi son frère Yahia, qui a prétendu être le Mahdi et a pris le nom de "Sahib al-Naqa", en établissant une base d'opérations à Palmyre. Les frères ont réussi à obtenir le soutien de nombreux bédouins locaux, notamment des Banu Kalb.
Les déprédations incontrôlées par les Qarmates ont forcé le gouvernement abbasside dirigé par le calife al-Muktafi à intervenir directement pour les combattre. Le 29 novembre 903, une armée dirigée par Mohammed ibn Suleyman al-Katib se rencontra et infligea une défaite décisive aux forces de Husain lors de la bataille de Hama. Husain a réussi à s'échapper avec son cousin al-Muddathir. Ils ont fui à travers le désert, essayant d'atteindre Kufa. Ils ont cependant été capturés sur la route de l'Euphrate, près d'Al Rahba, et ont été exécutés publiquement à Bagdad avec d'autres dirigeants et sympathisants du Qarmates le 13 février 904.

## Sources
- Brett, Michael (2001). The Rise of the Fatimids: The World of the Mediterranean and the Middle East in the Fourth Century of the Hijra, Tenth Century CE. The Medieval Mediterranean. 30. Leiden: BRILL.  (ISBN 9004117415).
- Daftary, Farhad (1990). The Isma'ilis: Their History and Doctrines. Cambridge, England: Cambridge University Press.  (ISBN 978-0-521-37019-6).